# Năică pleacă la București
Năică pleacă la București este un film de scurt metraj românesc din 1967 regizat de Elisabeta Bostan. Rolurile principale au fost interpretate de copiii Bogdan Untaru și Alexandra Foamete.

## Distribuție
Distribuția filmului este alcătuită din:
- Bogdan Untaru — Năică, un băiețel de la țară care vrea să călătorească la București
- Alexandra Foamete — Maricica, fetița vecină a lui Năică